# Rolf Julius
Rolf Julius (né le 25 janvier 1939 à Wilhelmshaven, mort le 21 janvier 2011 à Berlin) est un artiste contemporain allemand.

## Biographie
Julius étudie l'art de 1961 à 1969 dans les universités des arts de Brême et de Berlin. Depuis le milieu des années 1970, il s'intéresse à l'utilisation de la musique contemporaine pour soutenir la perception des objets visuels. À la fin des années 1970, il commence à utiliser des sons et des bruits pour son travail et à enregistrer ses propres compositions sonores à cet effet. Grâce à ses œuvres, il acquiert une reconnaissance nationale puis internationale en tant que pionnier dans le domaine de l'art sonore. Avec l'aide d'une bourse MoMA PS1, Julius étudie à New York en 1983-1984 puis une bourse du Sénat de Berlin en 1986 et une bourse de la Fondation du Japon à Kyoto en 1991.

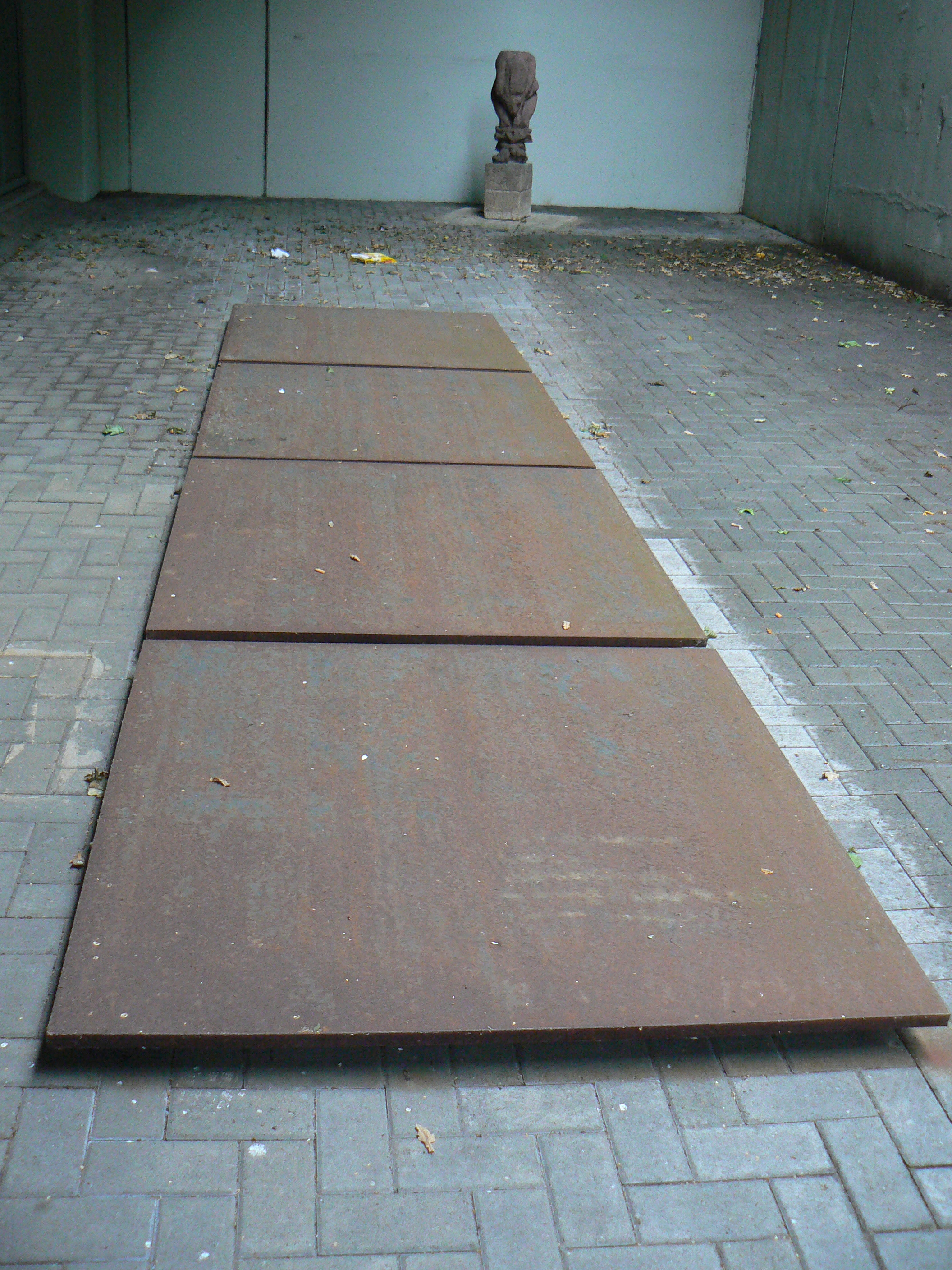
4 x Eisen

Les compositions sonores de Julius se caractérisent par un minimalisme acoustique. Il utilise de simples magnétophones et des haut-parleurs standard pour enregistrer et reproduire les bruits de tous les jours. Les bruits, sons et compositions ainsi enregistrés sont placés dans des contextes et des scénarios inhabituels.
Un exemple en est son œuvre de jeunesse Konzert für einen gefrorenen See de 1980, il recouvre un lac glacé de Berlin de compositions pour piano à partir de plusieurs haut-parleurs dans l'espoir que « le lac lui-même deviendra de la musique ». L'installation est interrompue prématurément par la police en raison de troubles à l'ordre public. Dans son projet Wie laut ist die Stille, il enregistre pendant plusieurs jours des sons de la forêt tropicale humide d'Amazonie qu'il rassemblera dans une composition en trois parties avec des parties superposées puis diffusées sur de nombreux haut-parleurs à l'intérieur et à l'extérieur des salles du musée.
Pour ses services rendus au développement de l'art sonore, Julius a reçu le prix d'honneur du Prix allemand d'art sonore au Art Cologne en 2004 et le prix Hannah-Höch en 2005 pour l'ensemble de son œuvre.